# Tokyo Great Bears
I Tokyo Great Bears  (東京グレートベアーズ?) sono una società pallavolistica maschile giapponese, con sede a Tokyo: militano nel campionato giapponese di SV.League; il club appartiene alla Nature Lab.

## Storia
I Tokyo Great Bears vengono fondati nel 2022, acquistando i diritti di partecipazione alla V.League Division 1 dal FC Tokyo.

## Rosa 2024-2025
| N° | Nome               | Ruolo | Data di nascita   | Nazionalità sportiva |
| -- | ------------------ | ----- | ----------------- | -------------------- |
| 1  | Hidetomo Hoshino   | S     | 29 settembre 1990 | Giappone             |
| 2  | Kentaro Tamaya     | P     | 30 gennaio 1992   | Giappone             |
| 3  | Akihiro Fukatsu    | P     | 23 luglio 1987    | Giappone             |
| 6  | Alexandre Ferreira | S     | 13 novembre 1991  | Portogallo           |
| 8  | Masahiro Yanagida  | S     | 6 luglio 1992     | Giappone             |
| 9  | Takahiro Tozaki    | S     | 14 giugno 1995    | Giappone             |
| 10 | Taichirō Koga      | L     | 4 ottobre 1989    | Giappone             |
| 11 | Daigo Yamada       | C     | 11 aprile 1998    | Giappone             |
| 12 | Hirotaka Odashima  | C     | 22 luglio 1991    | Giappone             |
| 13 | Issei Ōtake        | C     | 3 dicembre 1995   | Giappone             |
| 15 | Yūki Imahashi      | P     | 25 dicembre 2000  | Giappone             |
| 16 | Takumi Kameyama    | S     | 27 febbraio 2001  | Giappone             |
| 18 | Tetsuya Muto       | C     | 5 novembre 1997   | Giappone             |
| 22 | Maciej Muzaj       | O     | 21 maggio 1994    | Polonia              |
| 25 | Rikuto Goto        | S     | 13 maggio 2001    | Giappone             |
| 26 | Riku Ito           | C     | 14 novembre 2001  | Giappone             |
| 28 | Kandai Goto        | L     | 25 gennaio 2003   | Giappone             |